# Mercedes-Benz O 405 N
Le Mercedes-Benz O 405 N est un autobus urbain à plancher surbaissé de Daimler-Benz, construit entre 1989 et 2001. Il comporte deux ou trois portes et deux essieux dont l'arrière est l'essieu moteur.

## Description
L'O 405 N représente une évolution du Mercedes-Benz O 405 à plancher surélevé et s'est avérée être un grand succès. La disposition des portes et des fenêtres des premiers véhicules provient du modèle à plancher élevé. Celle-ci présentait une marche pour la porte centrale et la porte arrière du véhicule en raison de la boîte de vitesses et de l'essieu arrière. En raison du risque accru d'accidents, une rampe a été développée pour la porte arrière sur les modèles ultérieurs. La porte du milieu a dû être avancée à la moitié de la longueur de la fenêtre avant. (Cela a d'ailleurs également été fait sur le MAN NL 202, construit à la même époque). Ceci est visible de l'extérieur par les demi-fenêtres et la distance entre la porte centrale et l'essieu arrière. Les modèles trois portes avaient une rampe à l'arrière car la porte du milieu avait une demi-fenêtre de chaque côté. Il y avait aussi toujours une marche pour la porte arrière. À partir de 1993, il existe une deuxième évolution, l'O 405 N1, qui est plus long d'environ 10 cm pour permettre l'épuration des gaz d'échappement. Ceci est visible de l'extérieur par la troisième fenêtre et l'échappement déplacé (qui est maintenant placé à gauche). Alors que dans les premières années les sièges de la partie avant du véhicule étaient disposés sur des plateformes, une version plus développée sans plateforme apparaît en 1994. Cette version, également connue sous le nom d'O 405 N2, est reconnaissable de l'extérieur grâce aux fenêtres abaissées. Dans ces modèles, la porte avancée à la moitié de la longueur de la fenêtre avant a également été adoptée. Bien que l'O 530 Citaro, désigné comme son successeur, ait été fabriqué à partir de 1997, la production des véhicules de la gamme O 405 n'a pris fin qu'à l'automne 2001.

## Variantes

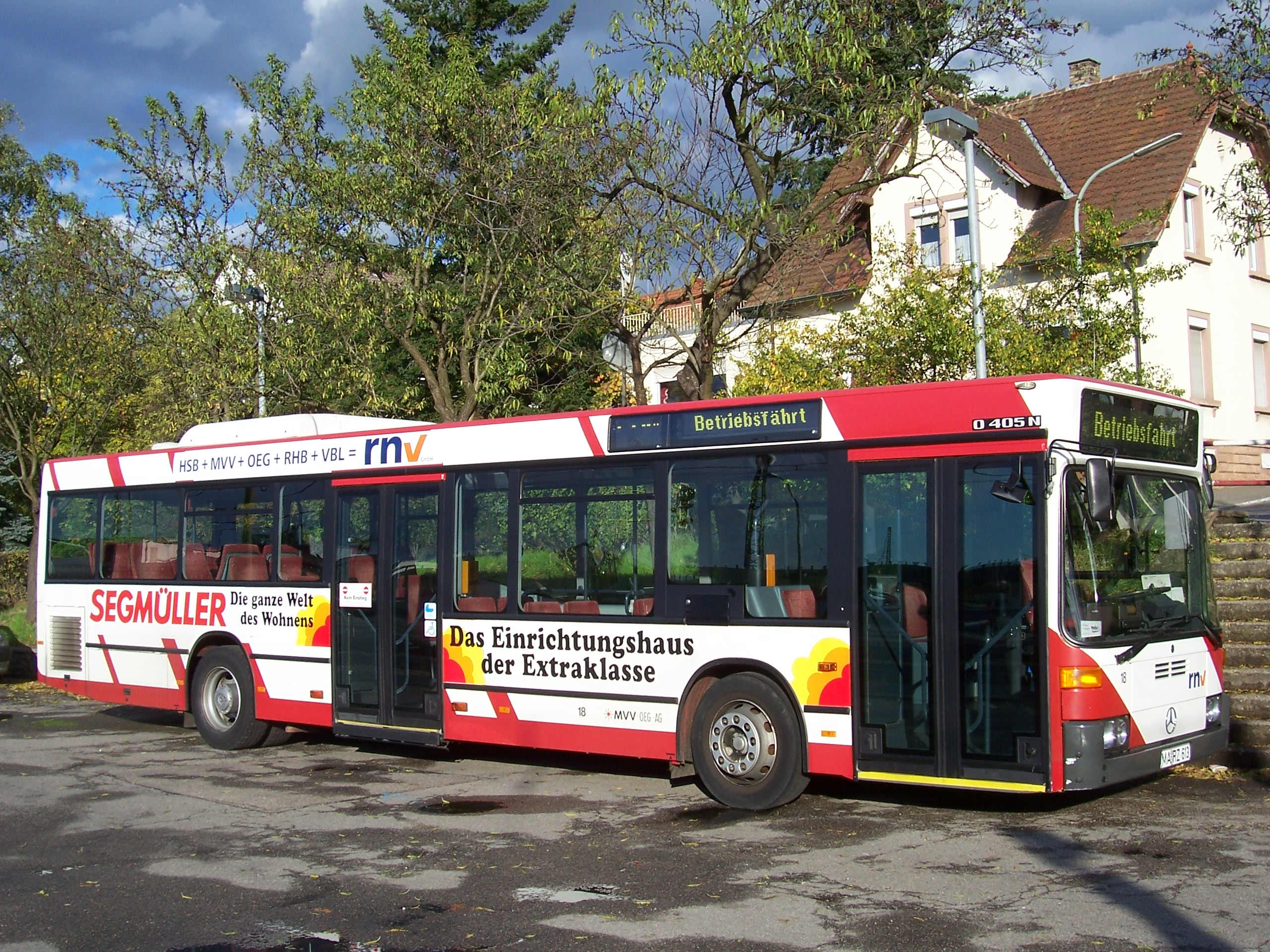
O 405 N2 à Weinheim

En plus de la version normale, l'autobus urbain O 405 N, disponible avec 2 ou 3 portes, Mercedes-Benz a ensuite produit d'autres variantes, bien que seul l'autobus articulé ait été proposé jusqu'à ce que la variante sans plate-forme centrale soit développée :
- O 405 NK : version raccourcie d'une longueur d'environ 10,5 m, 2 ou 3 portes
- O 405 NKF : version raccourcie d'une longueur d'environ 10,5 m, version abaissée d'une hauteur d'environ 2,6 m, 2 portes (sur mesure pour Karlsruhe)
- O 405 NÜ : version interurbaine, 2 portes
- O 405 ÜNG : version interurbaine à motorisation hybride, 2 portes
- O 405 NH : version urbaine à motorisation hybride, 3 portes
- O 405 NL : version allongée d'une longueur de 13 m, 2 portes
- O 405 NÜL : version interurbaine allongée d'une longueur de 13 m, 2 portes
- O 405 GN : autobus articulé d'une longueur de 18 m, 3 ou 4 portes
- O 405 GNÜ : version interurbaine et articulé, analogue de l'autobus O 405 NÜ, 3 portes
- O 405 GNDE : autobus articulé diesel avec moteurs électrique dans moyeu de roue, 3 ou 4 portes
- O 405 GNTD : autobus articulé compact diesel avec moteurs électrique dans moyeu de roue, 3 ou 4 portes

Le modèle de base, l'O 405 N2, et la variante articulée, l'O 405 GN2, ont également été exportés vers la Grande-Bretagne et l'Irlande du Nord en tant que véhicules avec conduite à droite. Un modèle O 405 NH perfectionné a été produit pour le marché australien et il était carrossé sur place.

### Entraînement au gaz naturel
Les variantes équipées de moteurs à combustion conventionnels étaient également disponibles sous forme d'autobus fonctionnant au gaz naturel, ce qui était indiqué par l'ajout d'un G (par exemple O 405 NG). En 1995 et 1996, la Basler Verkehrs-Betriebe (BVB) a acheté une série pilote de douze autobus de ce type, qui ont ensuite été distribués dans d'autres villes. À cette époque, la technologie des autobus à planchers surbaissés était si avancée que BVB a remplacé ses anciens autobus standards FBW B51U par la série susmentionnée. Les moteurs M 447 hG insonorisés et refroidis par eau ont été utilisés, qui entraînent l'essieu planétaire externe à l'arrière, sous le plancher du véhicule. Initialement, cinq conteneurs de gaz, ou bouteilles en acier, d'une capacité de 165 litres chacun étaient installés par véhicule. Deux autres conteneurs ont été ajoutés plus tard. L'équipement supplémentaire comprenait également une suspension pneumatique avec direction hydraulique à recirculation de billes et un système de freinage antiblocage. BVB a vendu les autobus à gaz O 405 N2 GNV des numéros 801 à 812 au concessionnaire automobile Mario Röttgen à Untersteinach. Cette société a vendu le véhicule numéro 806 à la Pologne et les véhicules restants de cette série à Plovdiv en Bulgarie.

### Trolleybus à Gdynia

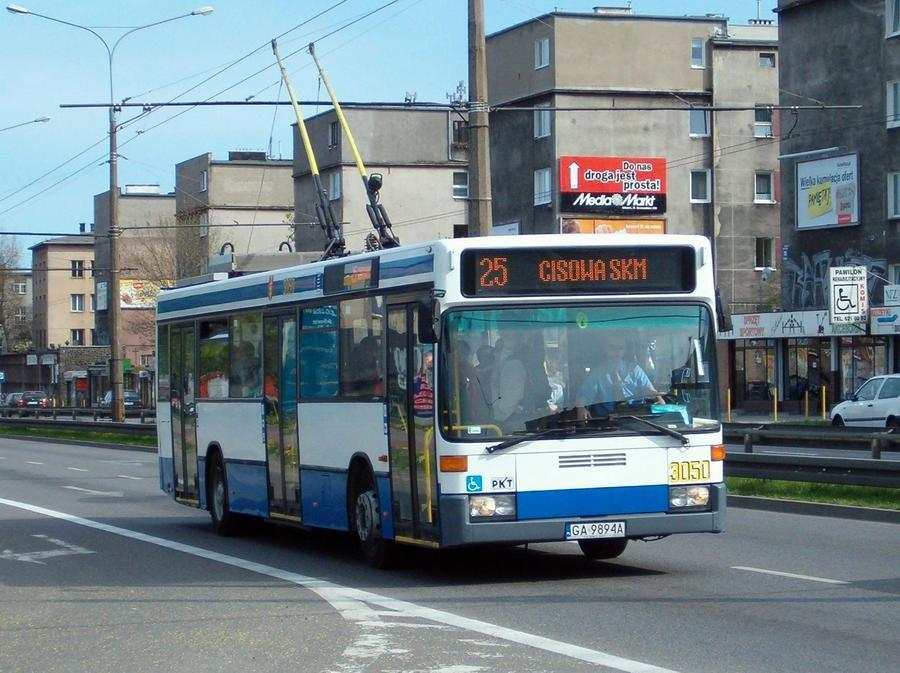
Un O 405 NE (anciennement O 405 N) converti à Gdynia

Comme EvoBus ne proposait plus elle-même de trolleybus, la société de transport de la ville polonaise de Gdynia a transformé elle-même 28 véhicules O 405 N en trolleybus entre 2004 et 2010. Elle espérait que cela entraînerait des économies dans le stockage des pièces de rechange - cela pouvait être réalisé avec les autobus diesel similaires de la gamme donneuse - ainsi que des coûts d'acquisition inférieurs par rapport aux trolleybus produits en série. Les véhicules convertis ont les numéros 3013-20, 41, 45 à 48, 50 à 52 et 55 à 66 et sont appelés O 405 NE. L'étoile Mercedes a été supprimée pour des raisons de droit de marque.